# Ädel lögn

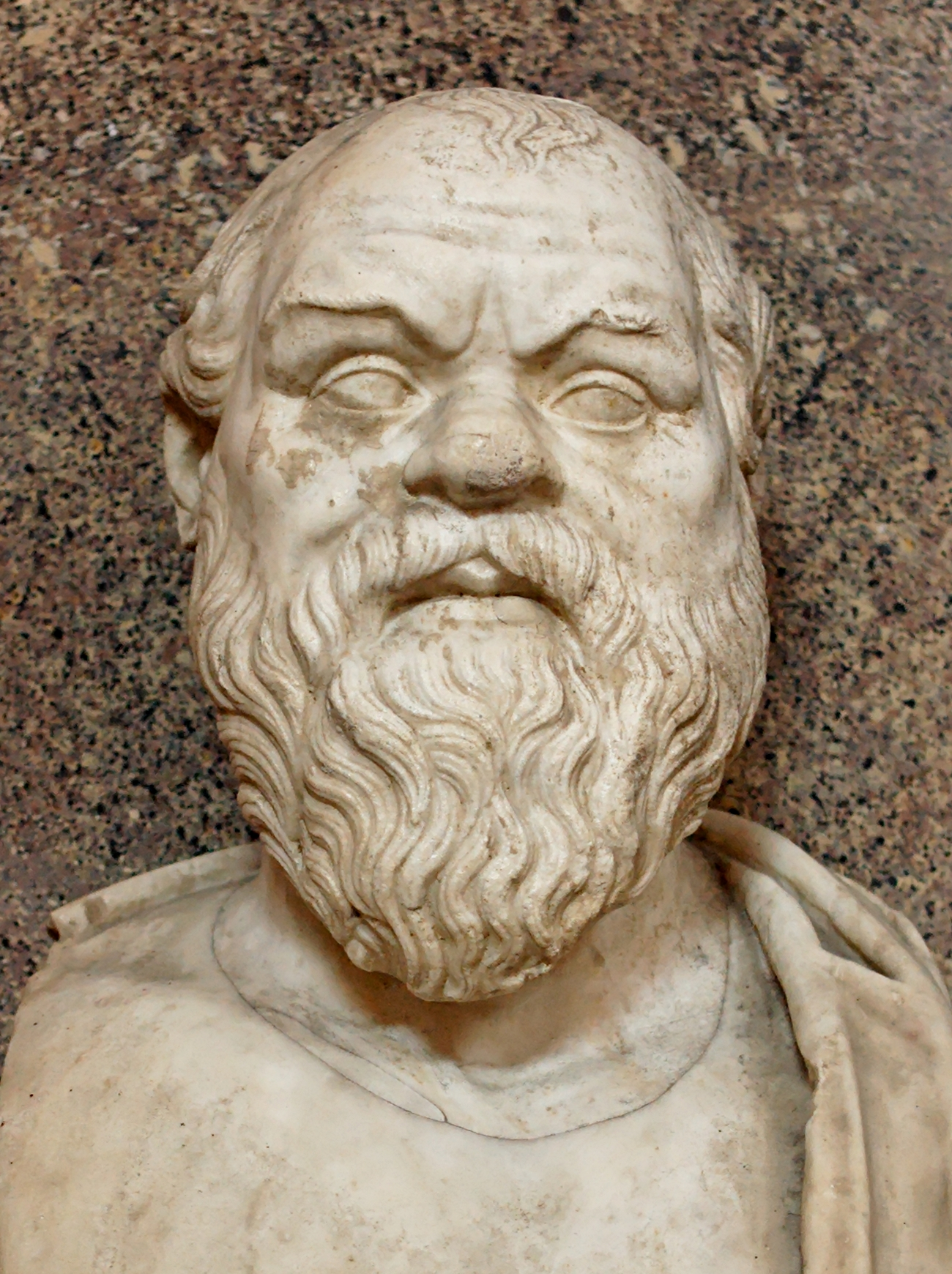
Sokrates motiverade användningen av ädla lögner i Platons verk Staten.

Inom politiken avser ädel lögn en myt eller osanning, som framförs av en samhällselit i syfte att bibehålla social harmoni eller befästa ett budskap. Termen kommer från Platons Staten.